# Courgenay (Yonne)
Courgenay es una localidad y comuna francesa situada en la región de Borgoña, departamento de Yonne, en el distrito de Sens y cantón de Villeneuve-l'Archevêque.

## Demografía
| 615 | 639 | 656 | 673 | 743 | 713 | 773 | 777 | 816 | 806 | 774 | 755 | 725 | 682 | 658 | 657 | 599 | 574 | 553 | 551 | 521 | 520 | 549 | 521 | 513 | 473 | 428 | 472 | 455 | 408 | 463 | 446 | 526 |
| Para los censos de 1962 a 1999 la población legal corresponde a la población sin duplicidades (Fuente: INSEE [Consultar]) |     |     |     |     |     |     |     |     |     |     |     |     |     |     |     |     |     |     |     |     |     |     |     |     |     |     |     |     |     |     |     |     |

## Personas vinculadas
- Claude Billard, dramaturgo.